# Blessings
Blessings is een Nederlands radioprogramma op Groot Nieuws Radio en is sinds het najaar van 2012 te horen, gepresenteerd door Tim Hendriks.
In het programma wordt een verzoekplaat van de luisteraar een speciale blessing voor vrienden, familie, collega, buur of geliefde. Men kan twee verzoeken per maand doorgeven. In de zomerperiode heet het programma Zomerblessings. Begin november 2015 werd bekend dat het programma bij de beste drie radioprogramma's zat en op 11 november 2015 won het uiteindelijk de Gouden RadioRing in Amsterdam met Helemaal Haandrikman (KRO-NCRV) en Bij Igmar (SLAM!) achter zich.